# Andrew Winer
Andrew Winer (geb. Juni 1966) ist ein US-amerikanischer Schriftsteller und Essayist.  

## Leben und Werk
Andrew Winer wuchs in der San Francisco Bay Area auf. Er studierte Malerei an der University of California, Los Angeles, sowie am California Institute of the Arts und war über mehrere Jahre als Bildender Künstler und Kunstkritiker tätig. Im Jahre 2000 erhielt er einen MFA-Abschluss in Kreativem Schreiben von der University of California, Irvine.
Sein erster Roman, The Color Midnight Made, erschien 2003 und wurde zum nationalen Bestseller. 2010 erschien sein zweiter Roman, The Marriage Artist. Winer hat eine Professur an der University of California, Riverside, inne. In Zusammenarbeit mit dem Santa Barbara Museum of Art hat er Podiumsdiskussionen mit Kollegen wie Rachel Cusk, Geoff Dyer, Alex Espinoza, Juan Felipe Herrera, Jane Smiley, Colm Tóibin oder Adam Zagajewski geführt.
Winer lebt zusammen mit seiner Ehefrau, Autorin Charmaine Craig, in Los Angeles, Kalifornien.

## Schriften (Auswahl)

### Romane
- The Color Midnight Made. Washington Square Press. 2003.
- The Marriage Artist. Henry Holt and Co. 2010 / Picador. 2011. Gebundene Ausgabe.

### Kurzgeschichten
- "Whimper". Black Clock Journal. No. 21. Frühling/Sommer 2016.
- "The Journalist". The Warwick Review. Bd. III No.1. S. 39–46. März 2014.

### Essays
- "Neue Sachlichkeit". Art Issues. Bd. 16. Los Angeles. 1991.
- "Richard Misrach". Art Issues. Bd. 18. Los Angeles. 1991.
- "Bruce Nauman. ART + PERFORMANCE". In: Bruce Nauman. Robert C. Morgan (Hrsg.). Johns Hopkins University Press. 2002. S. 206–207.
- "Zijn Nood is de Onze". Nexus 55. Niederlande. 2010.  (Gebundene Ausgabe). Übersetzung von Gerda Baardman.
- "Charles Long" (Einführung und Interview mit dem Künstler). BOMB. 119 / Frühling 2012. New York.
- "Our Distraction." Los Angeles Review of Books. Los Angeles. 2013.
- "Limited Belief". Midwest Studies in Philosophy. Bd. 37: Vol. 37:1 S. 87–96. 9/2013.
- "Faith: On the Couch with E.M. Cioran" (zusammen mit with Clancy Martin). Tin House. 2016
- "Loneliness and Politics with E. M. Cioran" (zusammen mit Clancy Martin). Tin House. 2017.
- "Fernando Pessoa." BOMB Magazine. Looking Back on 2017: Literature. 2017.

## Auszeichnungen
- National Endowment for the Arts Fellowship Award in Fiction. 2004-2005[7][3].
- Künstlerresidenz bei der Literar-Mechana. Wien, Österreich. 2004.